# Marcus Davenport
Marcus Davenport (* 4. September 1996 in San Antonio, Texas) ist ein US-amerikanischer American-Football-Spieler auf der Position des Defensive End bei den Detroit Lions in der National Football League (NFL). Er spielte College-Football an der UTSA und wurde von den New Orleans Saints im NFL Draft 2018 in der ersten Runde gedraftet.

## Highschool
Davenport besuchte die John Paul Stevens High School in San Antonio, Texas, wo er Highschool-Football spielte. Kurz nach seinem Highschool-Abschluss entschied er sich gegen ein Angebot der UNLV und ging an die UTSA, um dort College-Football zu spielen.

## College
Davenport spielte von 2014 bis 2017 für die UTSA. Als Senior wurde er 2017 zum Conference USA Defensive Player of the Year gewählt, nachdem er 55 Tackles und 8,5 Sacks verzeichnen konnte. Während seiner College-Karriere hatte er insgesamt 185 Tackles und 21,5 Sacks. Davenport schloss sein Studium an der UTSA 2017 ab.

## NFL
Davenport wurde von den New Orleans Saints in der ersten Runde des NFL Draft 2018 ausgewählt. Er war nach Bradley Chubb der zweite Verteidiger, der in diesem Jahr gedraftet wurde. Am 10. Mai 2018 unterzeichnete Davenport seinen Rookie-Vertrag bei den Saints. In Woche 3 verzeichnete Davenport beim Sieg gegen die Atlanta Falcons seinen ersten Karrieresack. In Woche 8, beim Sieg gegen die Minnesota Vikings, konnte er zwei Sacks in einem Spiel verzeichnen.
In der zweiten Woche der Saison 2019 bei der 9:27-Niederlage gegen die Los Angeles Rams hatte Davenport einen Sack gegen Jared Goff. Im 31:24-Sieg gegen die Tampa Bay Buccaneers konnte Davenport zwei Sacks gegen Jameis Winston erzielen. An Thanksgiving konnte Davenport Matt Ryan beim 26:18-Sieg gegen die Atlanta Falcons zweimal sacken. Darunter war ein Strip-Sack, der von Teamkollege Vonn Bell erobert wurde. Am 11. Dezember 2019 wurde Davenport mit einer Fußverletzung auf die Injured Reserve List gesetzt. Er beendete die Saison mit 31 Tackles, sechs Sacks und drei erzwungenen Fumbles bei 13 gespielten Spielen.
Im März 2023 unterschrieb Davenport einen Einjahresvertrag im Wert von 13 Millionen US-Dollar bei den Minnesota Vikings. Verletzungsbedingt kam er für die Vikings nur in vier Spielen zum Einsatz, dabei erzielte er zwei Sacks.
Am 14. März 2024 nahmen die Detroit Lions Davenport unter Vertrag.